# Северный соул
Северный соул — музыкальное и танцевальное направление соула, возникшее в Великобритании в конце 1960-х годов. Северный соул состоит в основном из определенного стиля афро-американской соул-музыки на основе тяжелых ударных и быстрого темпа — так называемого «мотаунского звучания» середины 60-х годов. Вместе с тем движение северный соул обычно избегало Мотаун или влияния «мотаун-музыки», вошедшей в мейнстрим и увенчавшейся значительным успехом. Ценителями жанра особенно ценятся, как правило, записи наименее известных артистов, особенно выпущенные изначально в ограниченном количестве, часто небольшими региональными лейблами США, такими как Ric-Tic и Golden World (Детройт), Okeh (Нью-Йорк/Чикаго) и Mirwood (Лос-Анджелес).